# GoldenEye 007
GoldenEye 007 — видеоигра в жанре шутера от первого лица, разработанная компанией Rare и выпущенная в 1997 году на платформе Nintendo 64. Игра основана на семнадцатом фильме «Бондианы» «Золотой глаз».
Игра заслужила высокие оценки у многих изданий. Особенно восхвалялся режим мультиплеера.
В 2023 году игра была переиздана на консолях Microsoft и Nintendo. Версия для Switch обладает онлайн мультиплеером, версия для консолей Xbox — системой достижений.

## Игровой процесс
Игра разбита на 20 уровней, 2 из которых секретные. Каждый уровень представляет собой миссию с несколькими целями. В игре 3 уровня сложности — Agent, Secret Agent и 00 Agent. На более высоких сложностях количество требуемых целей увеличивается.
Игрок контролирует Джеймса Бонда и должен выполнить поставленные миссией цели. Если игрок провалит или не выполнит хотя бы одну из них, то уровень не будет засчитан.
Во время игры игрок использует большое количество оружия. Основным оружием является пистолет Walther PPK, называемый в игре PP7. Большинство оружия основано на настоящих образцах, при этом названия были изменены из-за отсутствия прав на использование оригинальных. Также в игре есть оружие, основанное на фильмах о Бонде. Например, Золотой пистолет из фильма «Человек с золотым пистолетом».

## Сюжет
Сюжет игры повторяет историю из одноимённого фильма, но с некоторыми изменениями и дополнениями. МИ-6 отправляет двух агентов — Алека Травельяна (Агент 006) и Джеймса Бонда (Агент 007) на фабрику химического оружия в Архангельске с целью уничтожить её. Во время выполнения задания полковник Аркадий Урумов убивает агента 006, а Бонду удаётся сбежать на самолёте.
Спустя несколько лет агенту 007 поручают исследовать российскую спутниковую станцию «Северная» и ракетную пусковую установку в Кыргызстане. В МИ-6 уверены, что очередной запуск ракеты будет маскировкой для нового российского космического оружия «Золотой глаз», способного к выводу из строя всей электроники в радиусе поражения за счёт электромагнитных импульсов. На пусковой установке он обнаруживает войска генерала Урумова.
Позже Бонд прибывает в Монте-Карло, чтобы проследить за кораблём «La Fayette» и прототипом нового боевого вертолёта. Во время похищения вертолёта Бонд устанавливает маячок на его корпус. Агента посылают на станцию «Северная» во второй раз, где он был схвачен и заперт в бункере вместе с программистом Натальей Семёновой (в игре встреча происходит гораздо раньше фильма). Они сбегают со станции за секунды до того, как она будет уничтожена «Золотым Глазом».
После этого Бонд и Наталья отправляются в Санкт-Петербург, где агент должен встретиться с лидером организации «Янус», на которую работает Урумов. Им оказывается бывший агент 006 Алек Травельян. Он пытается убить Бонда, но агенту удаётся сбежать. Позже Урумов похищает Наталью, и Бонд устраивает за ним погоню. Здесь агент может использовать танк, как он сделал это в фильме, но игрок может и не использовать его. Прибыв на военный склад Урумова, Бонд уничтожает его и убивает владельца. Травельян сбегает на похищенном вертолёте на свою секретную базу на Кубе.
Джеймс Бонд и Наталья летят на Кубу, где их самолёт сбивают. Они успешно пробираются через джунгли и находят секретный контрольный центр, где Наталья уничтожает «Золотой глаз». Затем Бонд находит Травельяна и убивает его.
После прохождения игры на сложности Secret Agent открывается секретный уровень, частично основанный на фильме «Лунный гонщик». Бонд отправляется в древний ацтекский город, где должен находиться украденный космический шаттл.
После прохождения всех уровней, включая секретный, на сложности 00 Agent, открывается второй секретный уровень, основанный на фильмах «Человек с золотым пистолетом», «Шпион, который меня любил» и «Живи и дай умереть». Барон Суббота получает в своё распоряжение золотой пистолет Франциско Скараманги и требует, чтобы Бонд прибыл к нему в один из египетских храмов. Бонд должен заполучить золотой пистолет и убить Барона (в течение миссии он делает это три раза).
| Сводный рейтинг    | Сводный рейтинг          |
| Агрегатор          | Оценка                   |
| ------------------ | ------------------------ |
| GameRankings       | 94,70 %                  |
| Metacritic         | 96/100                   |
| Иноязычные издания |                          |
| Издание            | Оценка                   |
| AllGame            | [ 4 ]                    |
| Edge               | 9/10 (1997) 10/10 (2013) |
| GameRevolution     | A-                       |
| GameSpot           | 9,8/10                   |
| IGN                | 9,7/10                   |
| Gaming Target      | 9,2/10                   |
| Gaming Age         | 9,1/10                   |